# Le Banquier
 (mars 2024).
- Si vous ne connaissez pas le sujet, laissez ce bandeau (vous pouvez alors contacter les auteurs).
- Si vous supprimez le contenu mis en cause (vous pouvez préalablement contacter les auteurs),

argumentez précisément cette suppression dans la page de discussion
(un manque de référence n'est pas un argument ; une recherche réelle de référence doit avoir été effectuée, être formellement documentée).
Pour les articles homonymes, voir Le Banquier (homonymie).
 (février 2024).
Si vous disposez d'ouvrages ou d'articles de référence ou si vous connaissez des sites web de qualité traitant du thème abordé ici, merci de compléter l'article en donnant les références utiles à sa vérifiabilité et en les liant à la section « Notes et références ».
Le Banquier est l'adaptation québécoise du jeu télévisé néerlandais Miljoenenjacht (À prendre ou à laisser en version française et Deal or No Deal en version internationale) diffusée du 24 janvier 2007 au 21 mai 2017 sur le réseau TVA. Cette émission, produite à Montréal par JPL Production II Inc. et Endemol USA, fut animée par Julie Snyder.
La première saison comportait vingt épisodes et était diffusée du 24 janvier au 29 mars 2007.
La deuxième saison a débuté le 23 septembre 2007 avec une émission spéciale, Le Banquier saisit Julie, animée par Céline Dion et ayant comme participante Julie Snyder. La première émission régulière de la deuxième saison a été diffusée le 27 septembre 2007.
Les mannequins de l'émission sont appelés beautés. L'adaptation québécoise est la seule version du jeu dans laquelle figurent des mannequins masculins. Les émissions avaient des thématiques. Par exemple, pour un participant aimant des orchestres symphoniques, les mannequins revêtaient des habits de musiciens. Pour un participant aimant les églises catholiques et les messes dominicales, les mannequins revêtaient des toges blanches.

## Description du jeu
Le participant doit choisir, dès le départ, une valise parmi les vingt-six autres. Il devra ensuite ouvrir six valises, avant de recevoir la première offre du banquier. S’il refuse l’offre, il doit ouvrir cinq autres valises et ainsi de suite. Le fonctionnement du jeu est presque le même que la version originale, sauf que le grand prix est de 500 000 $. Tout comme dans la version originale, le banquier peut offrir au participant un lot en argent plus des accessoires provenant, la plupart du temps, des commanditaires de l’émission.

## Autres détails
- Le décor, l’infographie et la trame audio sont semblables à la version originale.
- La question que pose Julie pour connaître le choix du participant à la suite de l’offre du banquier est : « Est-ce que cette offre est acceptée ou refusée ? »
- Les beautés sont composés de vingt filles et de six garçons, contrairement à la version originale où ce ne sont que des filles.
- Tout comme la version originale, l’émission a été l’objet d’une demande en mariage d’un des participants à sa conjointe.
- Dès la neuvième émission, le 21 février 2007, le montant de 2 500 $ a été remplacé par un montant de 125 000 $.
- Initialement, le gros lot devait être de 250 000 $, mais le président de Québecor Média (propriétaire du réseau TVA), Pierre-Karl Péladeau, a doublé la mise en offrant un gros lot de 500 000 $.
- Dans la dernière émission de la première saison et la première émission de la deuxième saison, le participant a joué pour 750 000 $, au lieu de 500 000 $.
- L'animatrice Julie Snyder a joué pour 750 000 $ dans la première émission de la deuxième saison.
- Depuis février 2008, le montant de 15 000 $ a été retiré du tableau et celui de 250 000 $ a été mis au tableau.

## Valeurs des valises
| 0,01 $ |
| 1 $    |
| 5 $    |
| 10 $   |
| 20 $   |
| 50 $   |
| 75 $   |
| 100 $  |
| 200 $  |
| 300 $  |
| 400 $  |
| 500 $  |
| 750 $  |

| 1 000 $   |
| 5 000 $   |
| 10 000 $  |
| 25 000 $  |
| 50 000 $  |
| 100 000 $ |
| 125 000 $ |
| 150 000 $ |
| 175 000 $ |
| 200 000 $ |
| 300 000 $ |
| 400 000 $ |
| 500 000 $ |

## Statistiques
- Plus gros montant gagné (Offre acceptée) : 268 000 $
- Plus petit montant gagné (Offre acceptée) : 14,22 $ + un an d'abonnement au magazine 7 Jours + photo dans 7 Jours + 50 paires de bas blancs
- Plus petit montant gagné (Offre refusée): 20 $
- Meilleure affaire : 4 100 000 fois plus que la valeur de la valise : 41 000 $ pour 0,01 $
- Meilleure affaire en argent : 161 980 $ de plus que la valeur de la valise : 162 000 $ pour 20 $
- Meilleure offre potentielle : 275 000 $
- Pire affaire : 15 % de la valeur de la valise : 75 000 $ (15 000 $ en argent et une motoneige d'une valeur de 15 000 $) pour 500 000 $
- Plus gros montant mis sur le tableau : 1 000 000 $ (Spécial jumelles et spéciaux Loto-Québec)
- Plus gros montant pouvant être sur le tableau (Excepté le spécial jumelles et Loto-Québec) : 750 000 $